# Calumma vencesi
Espèce
Statut de conservation UICN

 EN B1ab(iii) : En danger
Statut CITES
Calumma vencesi est une espèce de sauriens de la famille des Chamaeleonidae.

## Répartition
Cette espèce est endémique du Nord-Est de Madagascar.

## Étymologie
Cette espèce est nommée en l'honneur de Miguel Vences.

## Publication originale
- Andreone, Mattioli, Jesu & Randrianirina, 2001 : Two new chameleons of the genus Calumma from north-east Madagascar, with observations on hemipenial morphology in the Calumma furcifer group (Reptilia, Squamata, Chamaeleonidae). Herpetological Journal, vol. 11, n. 2, p. 53-68.